# Dischidia digitiformis
Dischidia digitiformis är en oleanderväxtart som beskrevs av Odoardo Beccari. Dischidia digitiformis ingår i släktet Dischidia och familjen oleanderväxter. Inga underarter finns listade i Catalogue of Life.